# Jurinea abramowii
Jurinea abramowii là một loài thực vật có hoa trong họ Cúc. Loài này được Regel & Herder mô tả khoa học đầu tiên năm 1882.